# Middelpuntzoekende versnelling
Bij een eenparig cirkelvormige beweging wordt de resultante kracht de middelpuntzoekende kracht genoemd. De versnelling die het gevolg is van deze kracht wordt de middelpuntzoekende versnelling of ook wel de centripetale versnelling genoemd.

## Definitie
Bij een eenparige beweging zorgt een versnelling voor een snelheidsverandering (dus een eenparig versnelde beweging). Bij een cirkelbeweging verandert de snelheid niet van grootte maar alleen van richting. De cirkelbeweging ís eenparig in grootte. De versnellingsvector staat steeds loodrecht op de richtingsvector van de snelheid: de richting van de beweging verandert voortdurend.
Volgens de eerste wet van Newton (de traagheidswet) neigt een voorwerp rechtdoor te gaan (niet van snelheid en richting te veranderen), in het geval van een cirkelbaan langs een raaklijn aan de baan. Maar door de middelpuntzoekende kracht die geleverd wordt door bijvoorbeeld een touw blijft het voorwerp in zijn cirkelbaan. Men kan de middelpuntzoekende versnelling die bij deze kracht hoort als volgt berekenen:
{\displaystyle F=F_{mpz}}
Het wordt herleid:
{\displaystyle ma={\frac {mv^{2}}{r}}}
De versnelling a is gelijk aan middelpuntzoekende kracht.
{\displaystyle a_{mpz}={\frac {v^{2}}{r}}=\omega ^{2}r={\frac {4\pi ^{2}r}{T^{2}}}}
Waarbij geldt:
- {\displaystyle a_{mpz}} is de middelpuntzoekende versnelling in {\displaystyle m/s^{2}}
- {\displaystyle v} is de snelheid in {\displaystyle m/s}
- {\displaystyle r} is de straal in {\displaystyle m}
- {\displaystyle \omega } is de hoeksnelheid in {\displaystyle rad/s}. (Rad is radiaal.)
- {\displaystyle T} is de omlooptijd in {\displaystyle s}
- {\displaystyle \pi } is pi, de constante van Archimedes

Vectorieel kan men ook schrijven:
a = ω x v

## Afleiding
Deze formule werd het eerst afgeleid door Christiaan Huygens met behulp van gelijkvormige driehoeken. 
Onderstel dat een deeltje met éénparige snelheid  langs een cirkelbaan met straal  {\displaystyle r}  
beweegt van punt  {\displaystyle P}  naar punt  {\displaystyle P'}  over een infinitesimale afstand  
gedurende infinitesimale tijd  {\displaystyle dt}.
Omdat  {\displaystyle dt} infinitesimaal is verwaarlozen we het lengteverschil tussen de cirkelboog  {\displaystyle PP'} 
en de afstand  {\displaystyle dx} tussen {\displaystyle P}  en {\displaystyle P'}.
Middelpunt van de cirkelbaan is {\displaystyle M}.
De ene driehoek is  {\displaystyle MPP'}. 
Deze driehoek is gelijkbenig, want {\displaystyle MP=MP'=r},  de straal van de cirkelbaan.
In  {\displaystyle P} resp. in  {\displaystyle P'}  heeft het deeltje snelheid  {\displaystyle v} resp., {\displaystyle v'}.
Deze snelheidsvectoren zijn gelijk in grootte, maar niet in richting.
Is de infinitesimale snelheidsverandering  {\displaystyle dv}, dan geldt vectorieel dat  {\displaystyle v+dv=v'}.
(N.B.: de vector  {\displaystyle dv} wijst naar {\displaystyle M}, dus de gezochte versnelling ook.)
De tweede gelijkbenige driehoek heeft zijden {\displaystyle v}, {\displaystyle v'}, en {\displaystyle dv}.
De vectoren {\displaystyle v} en {\displaystyle v'}  raken aan de cirkel in {\displaystyle P} resp. {\displaystyle P'} 
en staan daar dus loodrecht op de voerstralen  {\displaystyle MP}  en {\displaystyle MP'}.
Hieruit volgt dat de hoeken ingesloten door enerzijds  {\displaystyle MP} en {\displaystyle MP'}  
en anderzijds  {\displaystyle v} en {\displaystyle v'}
gelijk zijn en de twee driehoeken dientengevolge gelijkvormig.
Omdat overeenkomstige zijden dan dezelfde verhouding hebben geldt dat
{\displaystyle {\frac {dx}{r}}={\frac {dv}{v}}.}
Maar dan geldt ook, dat
{\displaystyle {\frac {1}{r}}{\frac {dx}{dt}}={\frac {1}{v}}{\frac {dv}{dt}}}
en dus
{\displaystyle {\frac {dv}{dt}}={\frac {v}{r}}{\frac {dx}{dt}}.}
Omdat  {\displaystyle {\frac {dv}{dt}}=a}  en {\displaystyle {\frac {dx}{dt}}=v}  vinden we ten slotte dat
{\displaystyle a={\frac {dv}{dt}}={\frac {v}{r}}{\frac {dx}{dt}}={\frac {v^{2}}{r}}.}